# Lluís de Hessen-Darmstadt
Lluís de Hessen-Darmstadt, cap de la casa gran ducal de Hessen-Darmstadt (Darmstadt 1908 - Frankfurt 1968). Príncep de Hessen-Darmstadt amb el tractament d'altesa reial que esdevingué cap de la casa gran ducal l'any 1937 arran de la mort del seu germà.
Nascut a la ciutat de Darmstadt, capital de l'antic Gran ducat de Hessen-Darmstadt, el dia 20 de novembre de l'any 1908 sent fill del gran duc Ernest Lluís IV de Hessen-Darmstadt i la seva segona muller, la princesa Elionor de Solms-Hohensolms-Lich. Lluís era net per via paterna del gran duc Lluís IV de Hessen-Darmstadt i de la princesa Alícia del Regne Unit. Lluís era besnet de la reina Victòria I del Regne Unit.
El príncep es casà el 17 de novembre de l'any 1937 en una cerimònia a Londres amb l'aristòcrata d'origen irlandès, lady Margaret Campbell Geddes. La parella no tingué descendència i amb la mort del príncep Lluís s'acabà per sempre la històrica casa dels Hessen-Darmstadt.
Ara bé, un dia abans del casament, l'avió en què volava la mare del príncep, el germà, el príncep Jordi Donatus de Hessen-Darmstadt, la seva muller, la princesa Cecília de Grècia i els seus dos fills primogèntis, s'estavallà mentre sobrevolava Bèlgica. En l'accident moriren tots els tripulants. El príncep Lluís hagués d'avançar el casament i posteriorment traslladar-se a Bèlgica a recollir els cadàvers dels cinc membres de la seva família. Tan sols la princesa Joana de Hessen-Darmstadt havia aconseguit salvar-se però dos anys després també moria a causa de la verola.
Al llarg de la seva vida, el príncep Lluís mantingué una especial relació amb la família reial britànica que l'any 1964 decidí fer-lo padrí de bateig del príncep Eduard del Regne Unit. També mantingué molt bones relacions amb la família reial de Grècia.
Lluís i la seva muller s'instal·laren al Wolffsgarten, un palau propietat de la família gran ducal als afores de la ciutat de Darmstadt. Allà visqueren fins que l'any 1967 morí el príncep. La seva viuda hi morí l'any 1997.
L'any 1960, el príncep Lluís acordà amb el príncep Felip de Hessen-Kassel que a la seva mort els drets successoris i dinàstics de la Casa dels Hessen-Darmstadt passarien al fill d'aquest, el príncep Maurici de Hessen-Kassel que d'aquesta manera recolliria en la seva persona les tradicions històriques de les dues principals cases de Hessen. A més a més, Lluís també li cedia la seva quantiosa fortuna.